# 1202.
◄ | 12. stoljeće | 13. stoljeće | 14. stoljeće | ►
◄ | 1170-ih | 1180-ih | 1190-ih | 1200-ih | 1210-ih | 1220-ih | 1230-ih | ►
◄◄ | ◄ | 1199. | 1200. | 1201. | 1202. | 1203. | 1204. | 1205. | ► | ►►
Arhitektura • Astronomija • Glazba • Knjige • Književnost • Kršćanstvo • Medicina • Pravo • Promet • Znanost

## Događaji
- Izbio Četvrti križarski rat.
- 10. studenog – započinje križarska opsada Zadra (traje do 23. studenoga), kojom završava Hrvatsko-mletački rat za Zadar. Križari su osvojili i opljačkali grad, a teško je oštećena Zadarska katedrala. Zadarske bjegunce prima Biograd na Moru.
- Prvo spominjanje grada Peći pod tim imenom.
- Zetski vladar Vukan uz pomoć hrvatsko-ugarskog kralja Emerika zavladao u Srbiji.
- Prva pojava oznake Arpadovića na grbu Mađarske, crvenih i bijelih crta. Javila se na pečatu kralja Emerika.

## Smrti
- Alan iz Lillea, rani skolastičar (r. oko 1128.)
- 12. studenoga Knut VI. Estridson, danski kralj (r. 1163.)
- 12. veljače Sv. Ludano

## Vanjske poveznice
|  | Zajednički poslužitelj ima još gradiva o temi 1202. |